# Merksplas-Kolonie

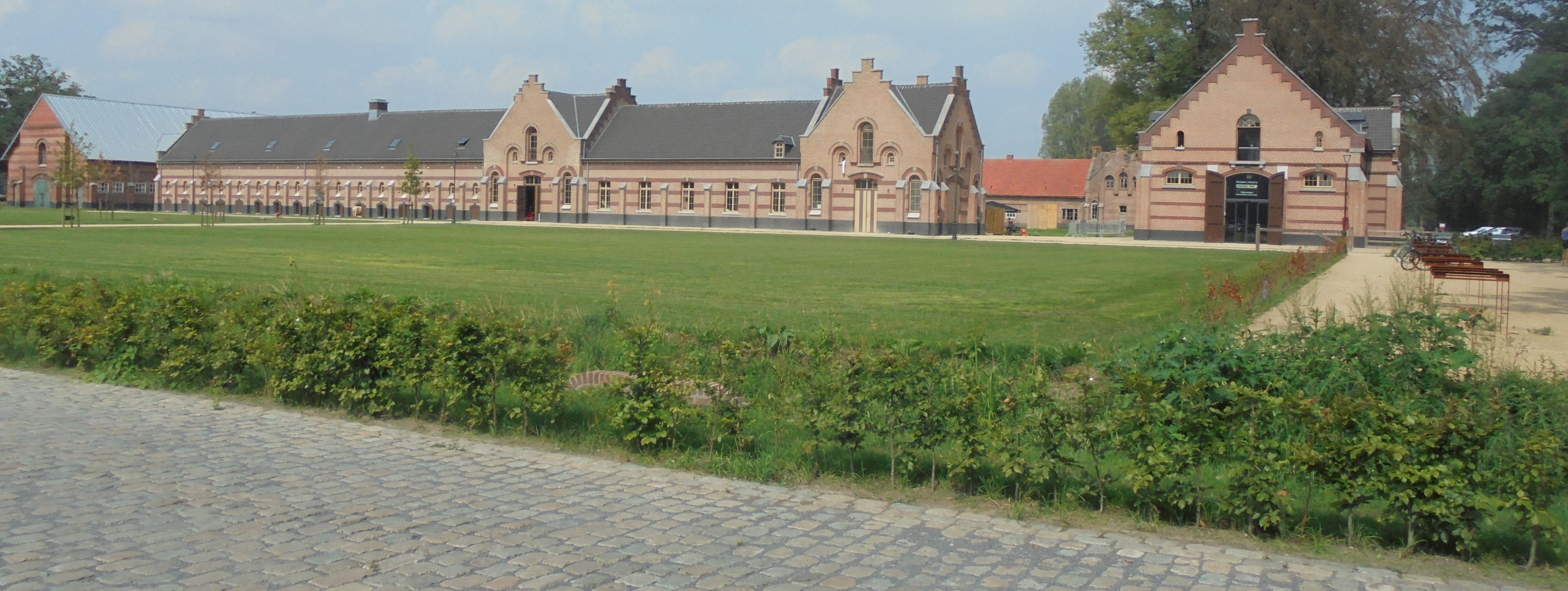

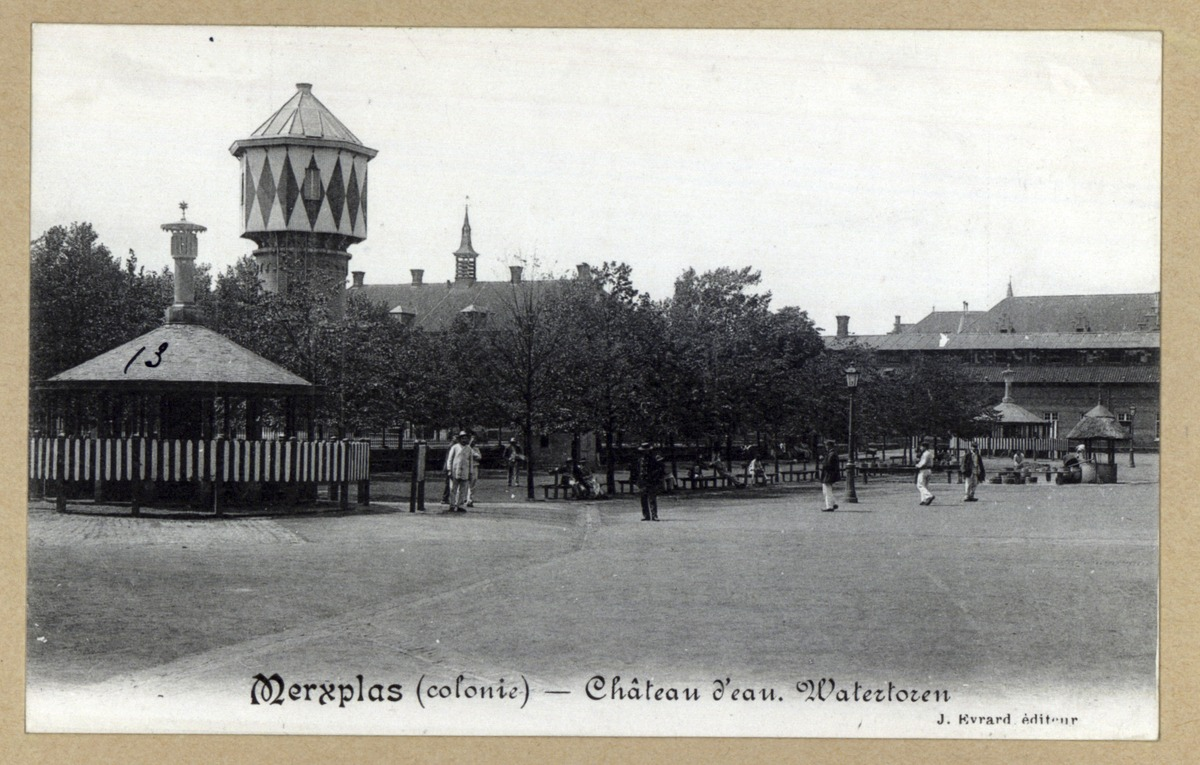
Watertoren Kolonie Merksplas

Merksplas-Kolonie was een landloperskolonie, in Merksplas opgericht op 4 juli 1824, tijdens de periode van het Verenigd Koninkrijk der Nederlanden. Onder impuls van Johannes Van den Bosch startte men, binnen de Maatschappij van Weldadigheid (MvW), met zeven landbouwkolonies. Twee ervan lagen in het huidige België: in Wortel kwam de Vrije Kolonie, in Merksplas de Onvrije Kolonie. Omdat er geen draagkracht aanwezig was bij de Belgen, werd dit project gestopt. Na enkele decennia nam men de draad toch weer op. In 1866 werd, binnen België,  de Wet op de Beteugeling van de Landloperij en Bedelarij goedgekeurd. Vanaf 1870 stuurde de rechters de Belgische landlopers naar Rijksweldadigheidskoloniën (RWK) van Merksplas en Wortel, Daar werden ze tewerkgesteld in verschillende ambachten en in bloeiende boerderijen. Na de afschaffing van de Wet op de Landloperij en Bedelarij in 1993 (Wet van 12 januari 1993) verloor onder andere de boerderij haar functie. In de vroegere slaapzalen van de landlopers bevindt zich nu het gesloten centrum voor personen zonder verblijfstitel. Het hoofddeel van de gebouwen is nog steeds in gebruik als gevangenis.
Merksplas-Kolonie is een uitgestrekt domein van 600 ha, waarop naast de gevangenis, het centrum voor illegalen en de boerderijen ook nog een groot aantal woningen, een voormalig schooltje en een kapel staan. Nieuwe functies zijn onder andere Bezoekerscentrum 5-7, het Gevangenismuseum, de Plantentuin, een hotel, een restaurant en een brasserie. Eind 2022 wordt er een natuurbegraafplek geopend, naast de historische landlopersbegraafplaats.

## Gevangenis
De gevangenis van Merksplas is een gesloten inrichting voor veroordeelden, biedt plaats aan 430 mannelijke gedetineerden en heeft een psychiatrische afdeling voor geïnterneerden en veroordeelden met een psychische kwetsbaarheid. Door de oprichting van gespecialiseerde forensisch psychiatrische centra voor geïnterneerden in Antwerpen en Gent en de overplaatsingen naar deze centra verblijven er momenteel nog een 100-tal geïnterneerden in de inrichting. Daarnaast verblijven er ongeveer 300 veroordeelden in de gevangenis van Merksplas.

## Bescherming
Merksplas-Kolonie is sinds 1999 een beschermd landschap. Binnen dit landschap zijn ook nog vijf gebouwen beschermd.
Samen met de Nederlandse landloperskoloniën waren ook Merksplas-Kolonie en Wortel-Kolonie kandidaat voor erkenning op de Werelderfgoedlijst van UNESCO. Van deze zeven locaties kregen er op 25 juli 2021 vier de status van Unesco-werelderfgoed. Merksplas-Kolonie was daar echter niet bij, wel Wortel.